# Heiligste Dreifaltigkeit (Altdorf bei Nürnberg)

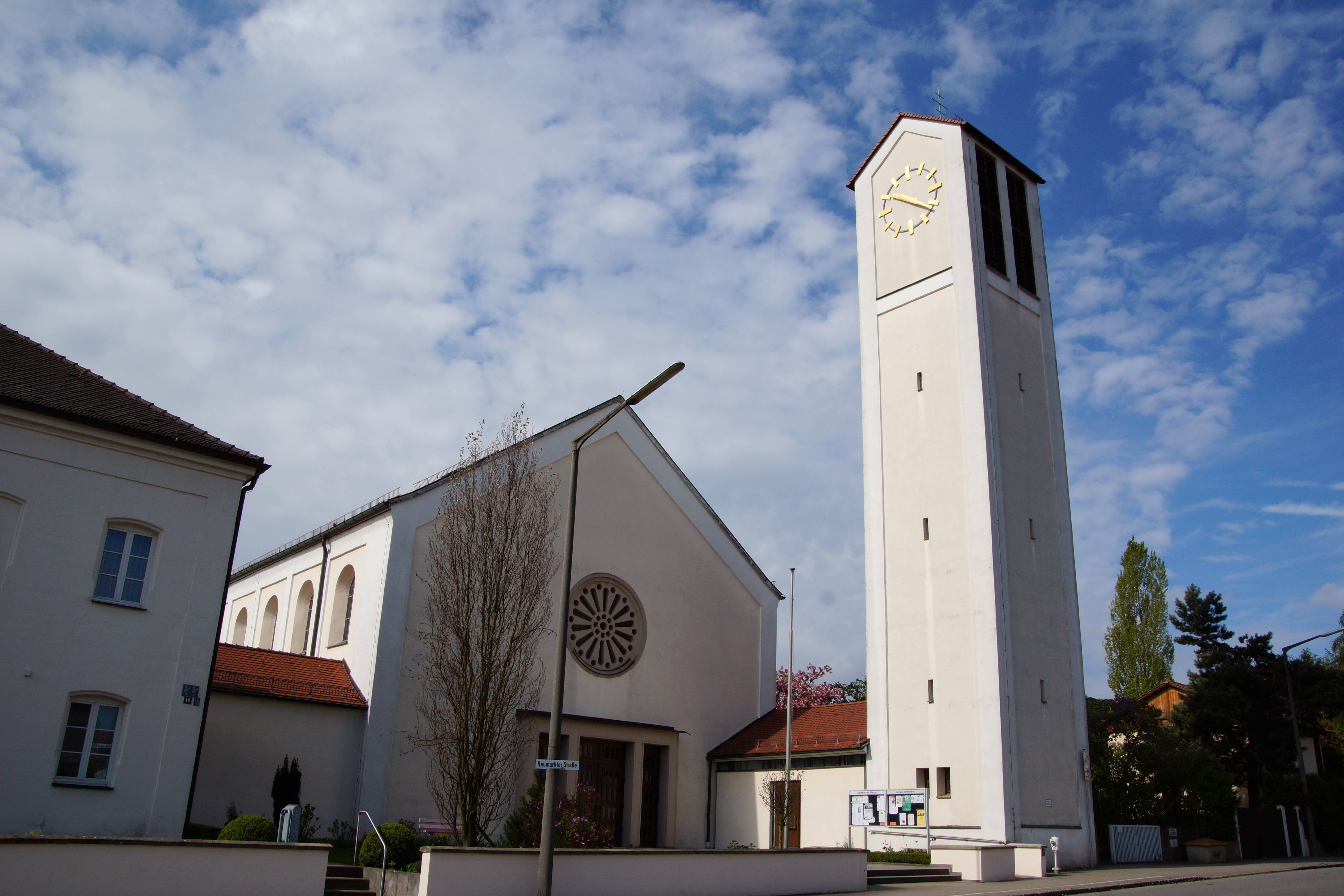
Außenansicht

Die Kirche Heiligste Dreifaltigkeit ist eine römisch-katholische Pfarrkirche in der mittelfränkischen Stadt Altdorf bei Nürnberg. Die Pfarrei gehört zum Dekanat Nürnberg-Süd im Bistum Eichstätt.

## Geschichte
1527 wurde die Pfarrkirche Sankt Laurentius evangelisch-lutherisch.
Nachdem Altdorf 1806 bayerisch wurde, zogen einzelne Katholiken, meist als Dienstbote, aus der Oberpfalz nach Altdorf. Mit dem Bau der Bahnstrecke Feucht–Altdorf kamen katholische Arbeiter in den Ort. Diese wurden 1828 der Pfarrei Gnadenberg zugeordnet.

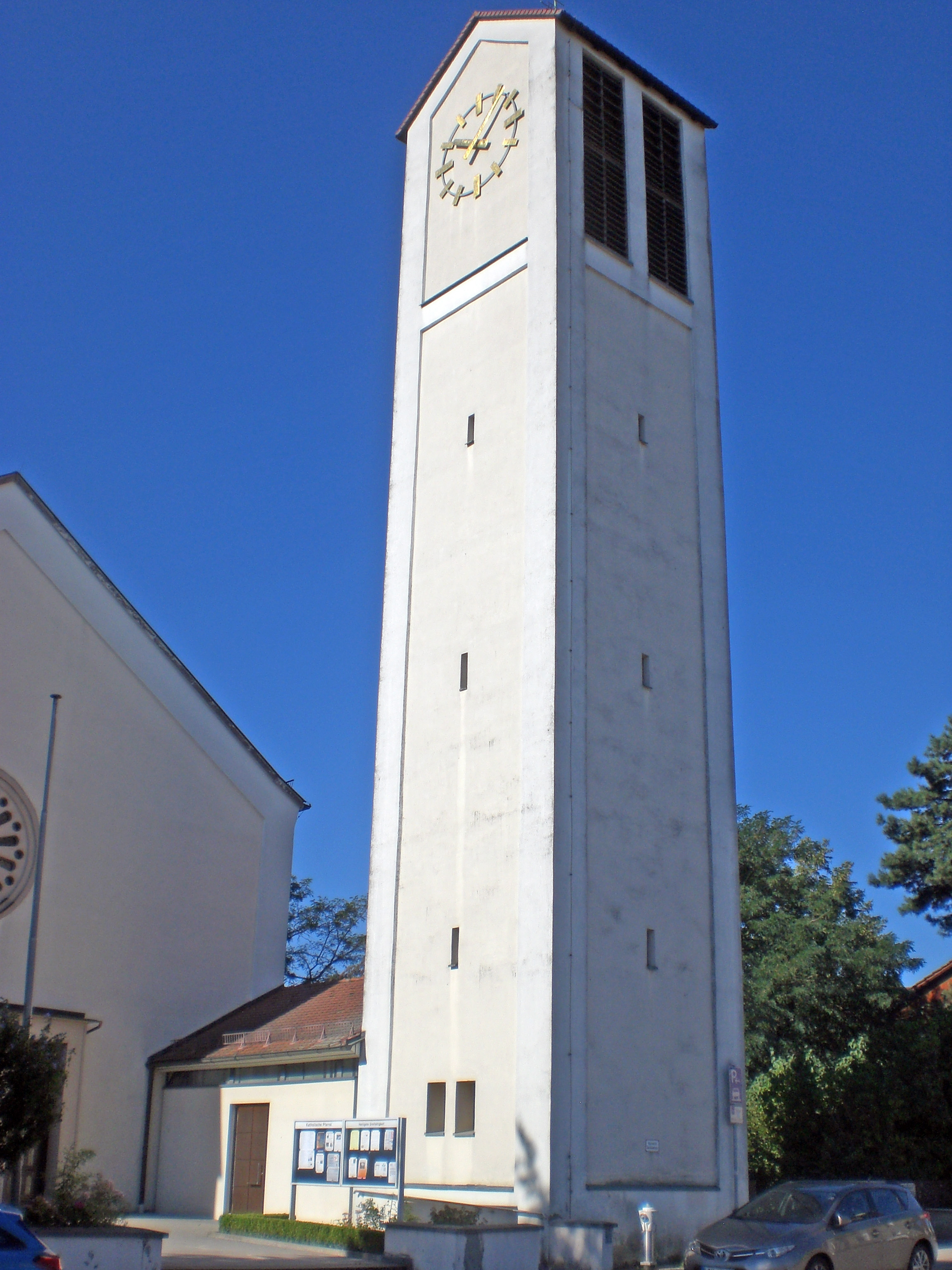
Der Glockenturm der Kirche

Da die Katholikenanzahl immer mehr stieg, erhielt Max Limbacher, von 1854 bis 1884 Pfarrer in Gnadenberg und Dekan, 1865 die Erlaubnis einen Betsaal mit Priester- und Mesnerwohnung zu errichten. Die Einweihung fand am 24. Februar 1867 durch Dekan Limbacher statt. Damals hatte der Betsaal zwei Glocken. Am selben Tag erhielt die Gemeinde mit Pfarrvikar Georg Bayer einen eigenen Seelsorger. 1869 wurden die Feuchter Katholiken Altdorf zugeordnet. 1873 wird das Vermögen für eine eigenen Kirchenstiftung gesammelt. Am 11. Februar 1876 erteilt König Ludwig II. die Genehmigung zur Gründung der Pfarrei. Am 15. März 1876 erhob der Eichstätter Bischof Franz Leopold von Leonrod Altdorf zur selbständigen Pfarrei und ernannte den bisherigen Expositus Konstantin Pröll zum ersten Pfarrer. 1880 wurde ein eigenes Pfarrhaus errichtet und der Betsaal in eine Kirche umgebaut. 1888 wurde ein Glockenturm errichtet und drei Glocken mit einem Gesamtgewicht von 16,37 Zentnern angeschafft. 1895 wurde ein Hochaltar, 1897 ein Marienaltar und 1902 ein Josefsaltar geweiht. 1906 folgten gotische Glasfenster, die heute in der Lenzenbergkapelle sind. 1900 zählte man 750 Katholiken. Damals umfasste die Pfarrei 94 Orte wie Wendelstein und Feucht. 1917 wurden zwei Glocken eingeschmolzen.
1951 wurde die heutige Kirche gebaut und am 2. Dezember 1951 durch Joseph Schröffer geweiht. 1954 folgte der Glockenturm. 1974 wurde das Roncalli-Haus errichtet, ein Gemeindehaus, benannt nach Papst Johannes XXIII., bürgerlich Angelo Giuseppe Roncalli. Zwischen 1957 und 2000 wirkten die Abenberger Schwestern im Kindergarten. Der Tabernakel stammt aus dem Jahre 1991.
Heute ist die einzige Filiale Maria Dolorosa in Hagenhausen.

## Orgel

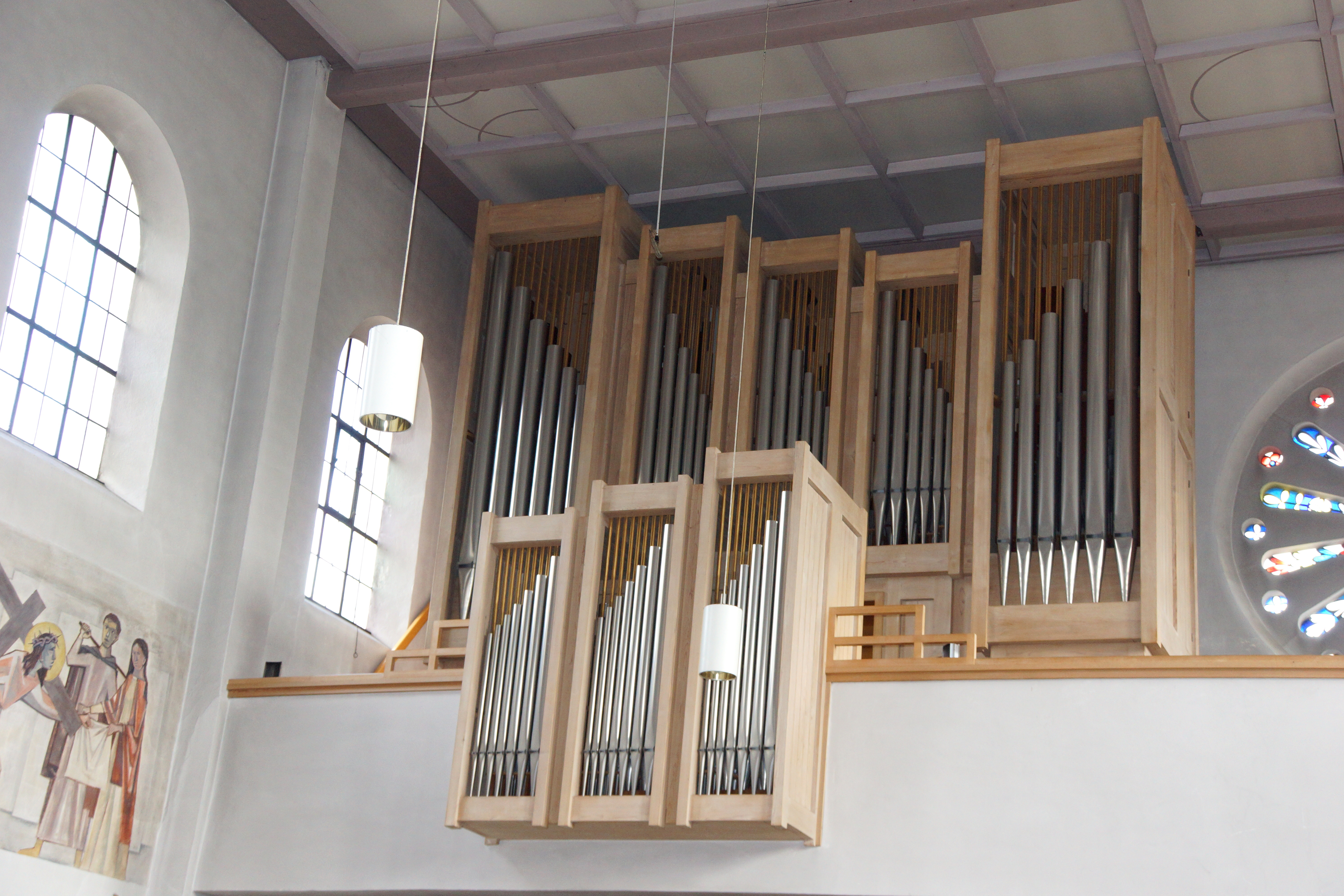

Die Orgel wurde 1982 von Johannes Klais vom Orgelbau Bonn errichtet. Sie hat 23 Register, ein Pedal und zwei Manuale.
Die Disposition lautet wie folgt:
| I Rückpositiv C–g3 |                 |        |
| 1.                 | Gedackt         | 8′     |
| 2.                 | Quintade        | 8′     |
| 3.                 | Principal       | 4′     |
| 4.                 | Rohrflöte       | 4′     |
| 5.                 | Oktave          | 2′     |
| 6.                 | Larigot         | 1 3⁄5′ |
| 7.                 | Sesquialter II0 |        |
| 8.                 | Scharff III     |        |
| 9.                 | Krummhorn       | 8′     |
|                    | Tremulant       |        |

| II Hauptwerk C–g3 |                |       |
| 10.               | Principal      | 8′    |
| 11.               | Rohrflöte      | 8′    |
| 12.               | Salicional     | 8′    |
| 13.               | Oktave         | 4′    |
| 14.               | Traversflöte 0 | 4′    |
| 15.               | Quinte         | 2 ⁄3′ |
| 16.               | Spitzflöte     | 2′    |
| 17.               | Mixtur IV      |       |
| 18.               | Trompete       | 8′    |

| Pedal C–f1 |            |     |
| 19.        | Subbass    | 16′ |
| 20.        | Oktavbass0 | 08′ |
| 21.        | Spillflöte | 08′ |
| 22.        | Piffaro II |     |
| 23.        | Fagott     | 16′ |

- Koppeln: I/II, I/P, II/P

## Geläut
Das Geläut umfasst 4 Glocken, die alle von Friedrich Wilhelm Schilling in Heidelberg gegossen wurden. Die größte Glocke mit dem Schlagton f’ wurde 1963 gegossen, während die kleinen Glocken mit den Schlagtönen as’, b’ und c’’ aus dem Jahre 1954 stammen.